# Basse-Goulaine
Basse-Goulaine település Franciaországban, Loire-Atlantique megyében. Lakosainak száma 9617 fő (2022. január 1.). Basse-Goulaine Saint-Sébastien-sur-Loire, Nantes, Sainte-Luce-sur-Loire, Saint-Julien-de-Concelles, Haute-Goulaine és Vertou községekkel határos.

## Népesség
A település népességének változása:
| Lakosok száma | 2160 | 4099 | 5910 | 7883 | 8361 | 8698 | 9036 | 9136 | 9410 | 9617 |
|               | 1968 | 1982 | 1990 | 2006 | 2013 | 2015 | 2017 | 2019 | 2020 | 2022 |